# 마쓰다이라 가타하루

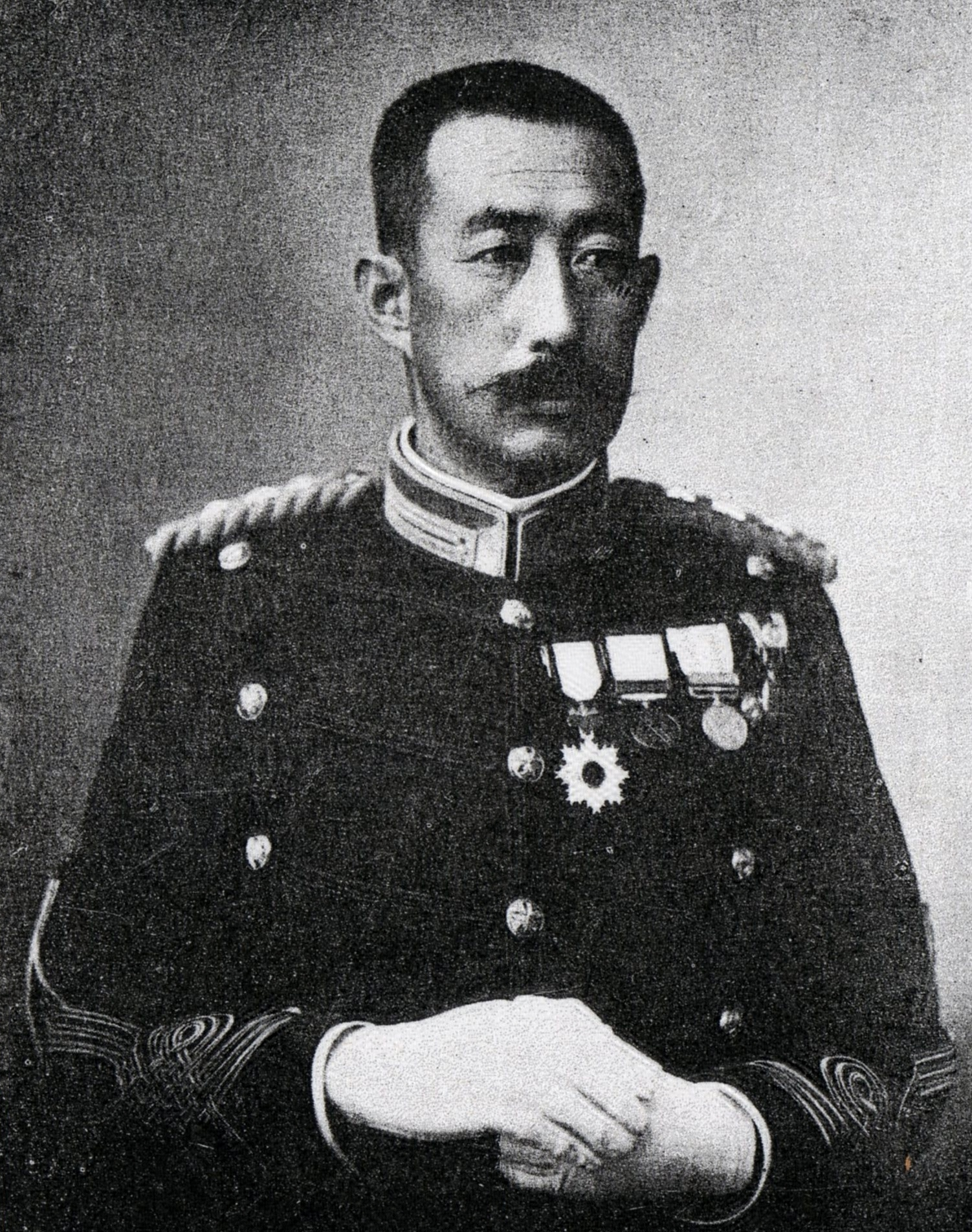
마쓰다이라 가타하루

마쓰다이라 가타하루(일본어: 松平容大, 1869년 7월 11일 ~ 1910년 6월 11일)는 아이즈 마쓰다이라가의 11대 당주이자 도나미번의 번주이다.
1869년 음력 6월, 전 아이즈번 번주 마쓰다이라 가타모리의 맏아들로 태어났다. 당시 아이즈번은 보신 전쟁에서 신정부에 저항한 일로 영지를 몰수당하고, 가타모리는 금고 상태에 있었다. 그해 음력 11월 3일, 가타하루는 아이즈 마쓰다이라가의 재흥을 윤허받고 무쓰국 내의 3만 석 영지를 하사받아 도나미번의 번주로 취임했다. 이듬해 1월에는 처벌을 받던 번사들이 근신 상태에서 풀려나 그를 보필하게 되었다. 5월 15일, 판적봉환으로 번 지사가 되었고, 종5위를 수여받았다. 1871년 폐번치현으로 인해 도나미번은 도나미 현이 되었고, 가타하루도 번지사 직에서 물러났다.
1884년 화족령에 의해 자작이 되었고, 가쿠슈인에서 수학하고 있었으나 1887년 10월, 교칙위반으로 퇴학 처분당한다. 1888년 4월, 지난해의 사건으로 화족의 품위를 손상시켰으나 어린 나이임을 감안하여 견책 처분을 받는 데에 그쳤다. 1893년, 도쿄 전문학교(지금의 와세다 대학) 행정과를 졸업하였고, 1895년 육군에 입대하여 소위에 임관하고 기병 대위까지 진급하였다. 1902년, 집안이 궁핍하여 메이지 천황으로부터 현금을 지급받았다. 1906년 3월, 귀족원 의원에 선발되어 1910년 사망할 때까지 재임하였다.
| 전임 마쓰다이라 노부노리 | 제11대 아이즈 마쓰다이라가 당주 1869년 ~ 1910년 | 후임 마쓰다이라 모리오 |

|  | 도나미번 번주 (아이즈 마쓰다이라가) 1869년 ~ 1871년 | 후임 폐번치현 |